# Енергетична бідність

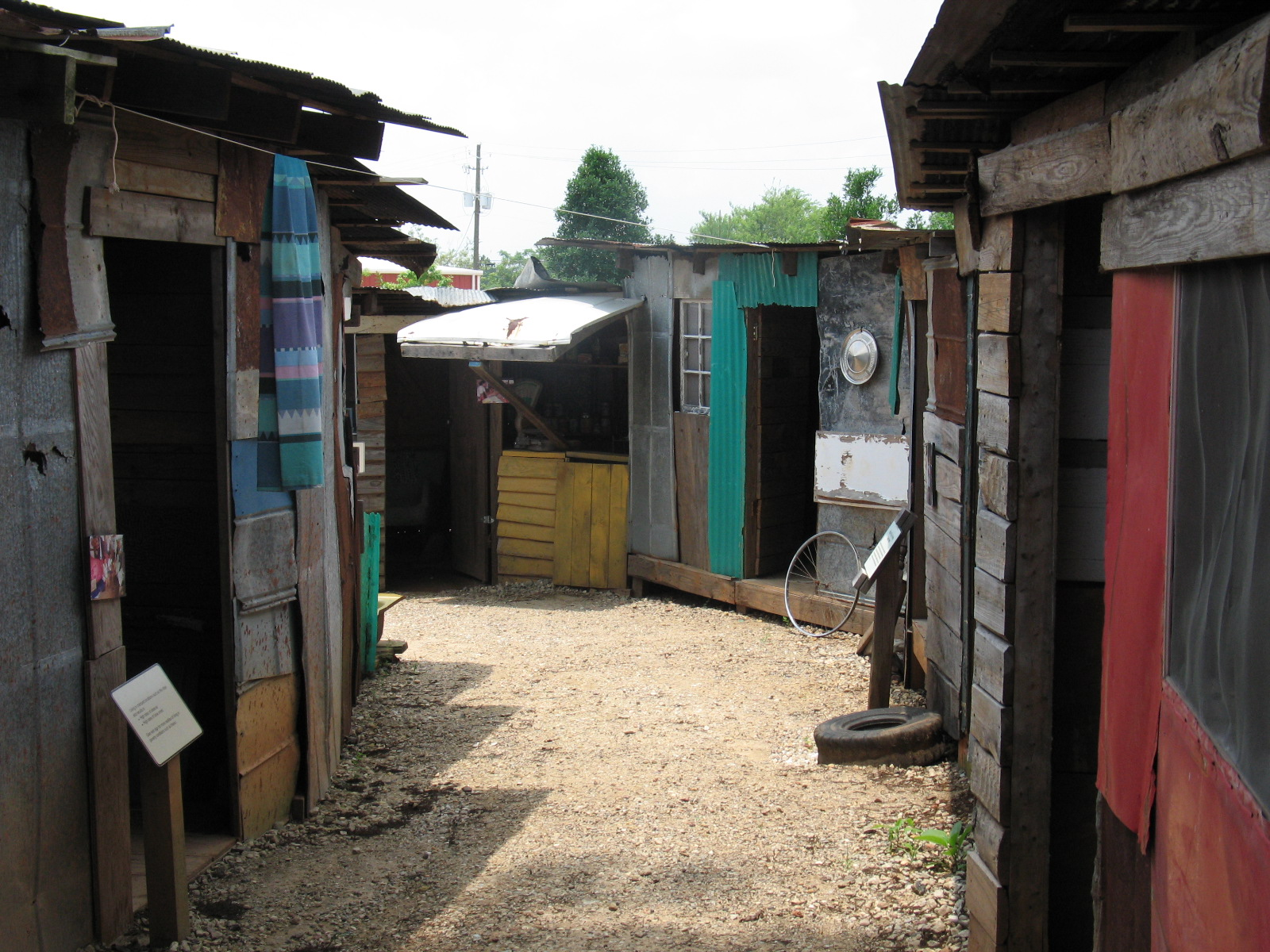
Будинки без надійного доступу до енергії, такої як електроенергія, опалення, охолодження тощо.

Енергетична бідність — відсутність доступу до сучасних енергетичних послуг. Це стосується ситуації великої кількості людей у країнах, що розвиваються, та деяких людей у розвинених країнах, на добробут яких негативно впливає дуже низьке споживання енергії, використання брудного або забруднюючого палива та надмірний час, витрачений на збір палива для задоволення основних потреб. Сьогодні 759 мільйонів людей не мають постійного доступу до електроенергії, а 2,6 мільярда людей використовують небезпечні та неефективні системи приготування їжі. Це обернено пов'язане з доступом до сучасних енергетичних послуг, хоча покращення доступу є лише одним із факторів у зусиллях щодо зменшення енергетичної бідності. Енергетична бідність відрізняється від паливної бідності, яка головним чином зосереджена виключно на питанні доступності.
Термін «енергетична бідність» з'явився після публікації книги Бренди Бордман «Паливна бідність: від холодних домівок до доступного тепла» (1991). Назва перетину енергії та бідності як «енергетична бідність» мотивувала необхідність розробки державної політики для подолання енергетичної бідності, а також вивчення її причин, симптомів та наслідків у суспільстві. Коли енергетична бідність була вперше представлена в книзі Бордмен, енергетична бідність описувалася як відсутність достатньої потужності для опалення та охолодження будинків. Сьогодні енергетична бідність вважається результатом складної системної нерівності, яка створює перешкоди для доступу до сучасної енергії за доступною ціною. Енергетичну бідність складно виміряти й, таким чином, проаналізувати, оскільки вона приватно відчувається в домогосподарствах, специфічна для культурного контексту та динамічно змінюється залежно від часу та простору.
Відповідно до ініціативи Energy Poverity Action Всесвітнього економічного форуму, «доступ до енергії має фундаментальне значення для покращення якості життя та є ключовим імперативом економічного розвитку. У країнах, що розвиваються, енергетична бідність все ще поширена». У зв'язку з цією ситуацією Організація Об'єднаних Націй (ООН) започаткувала ініціативу «Стала енергетика для всіх» і оголосила 2012 рік Міжнародним роком сталої енергетики для всіх, який зосереджувався на зменшенні енергетичної бідності. Крім того, ООН визнає важливість енергетичної бідності через Ціль 7 своїх Цілей сталого розвитку щодо «забезпечення доступу до доступної, надійної, сталої та сучасної енергії для всіх».

### Джерела енергії

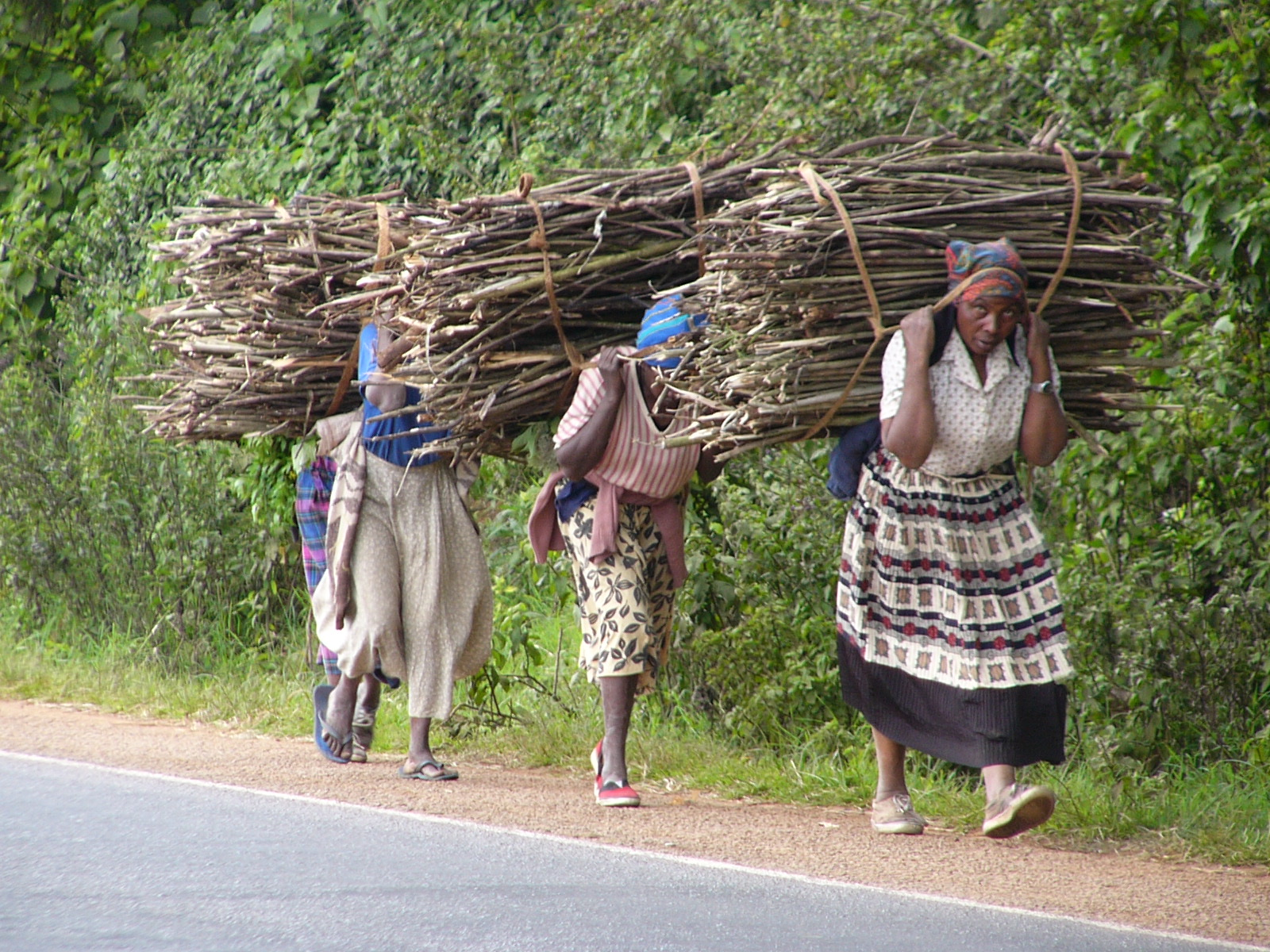
Жінки збирають дрова для палива.

### Енергетична драбина

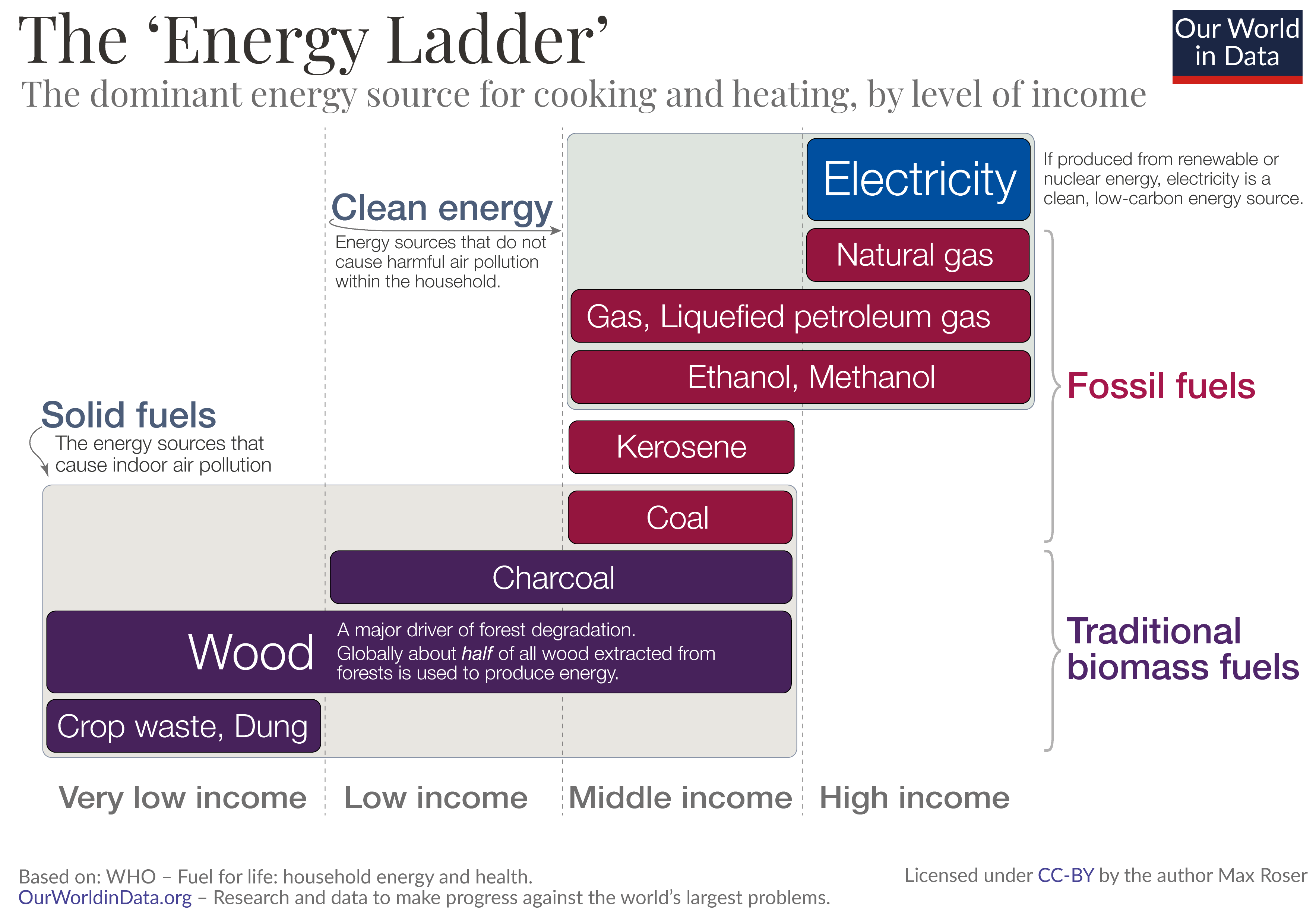
«Енергетична драбина»: на які джерела енергії покладаються люди з різними доходами?

### Внутрішня енергетична бідність

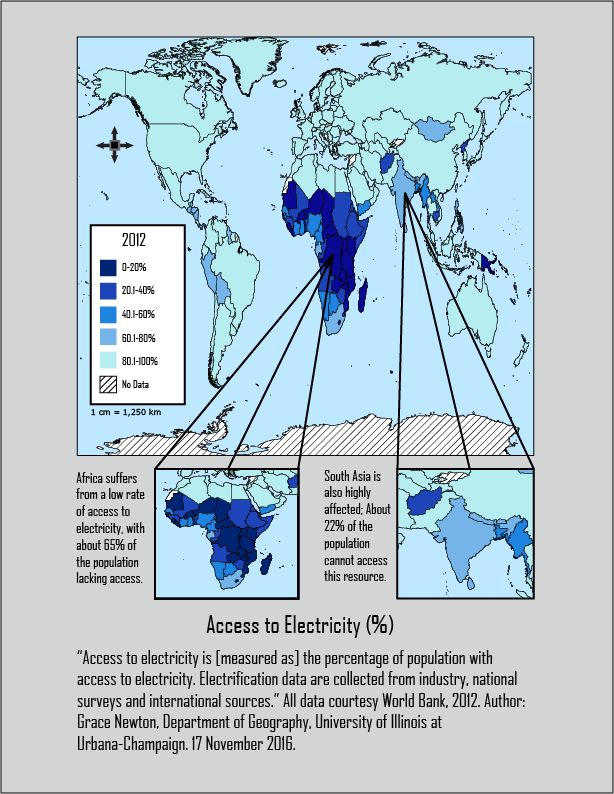
Відсутність доступу до електроенергії є одним із показників енергетичної бідності.

## Міжсекційні проблеми

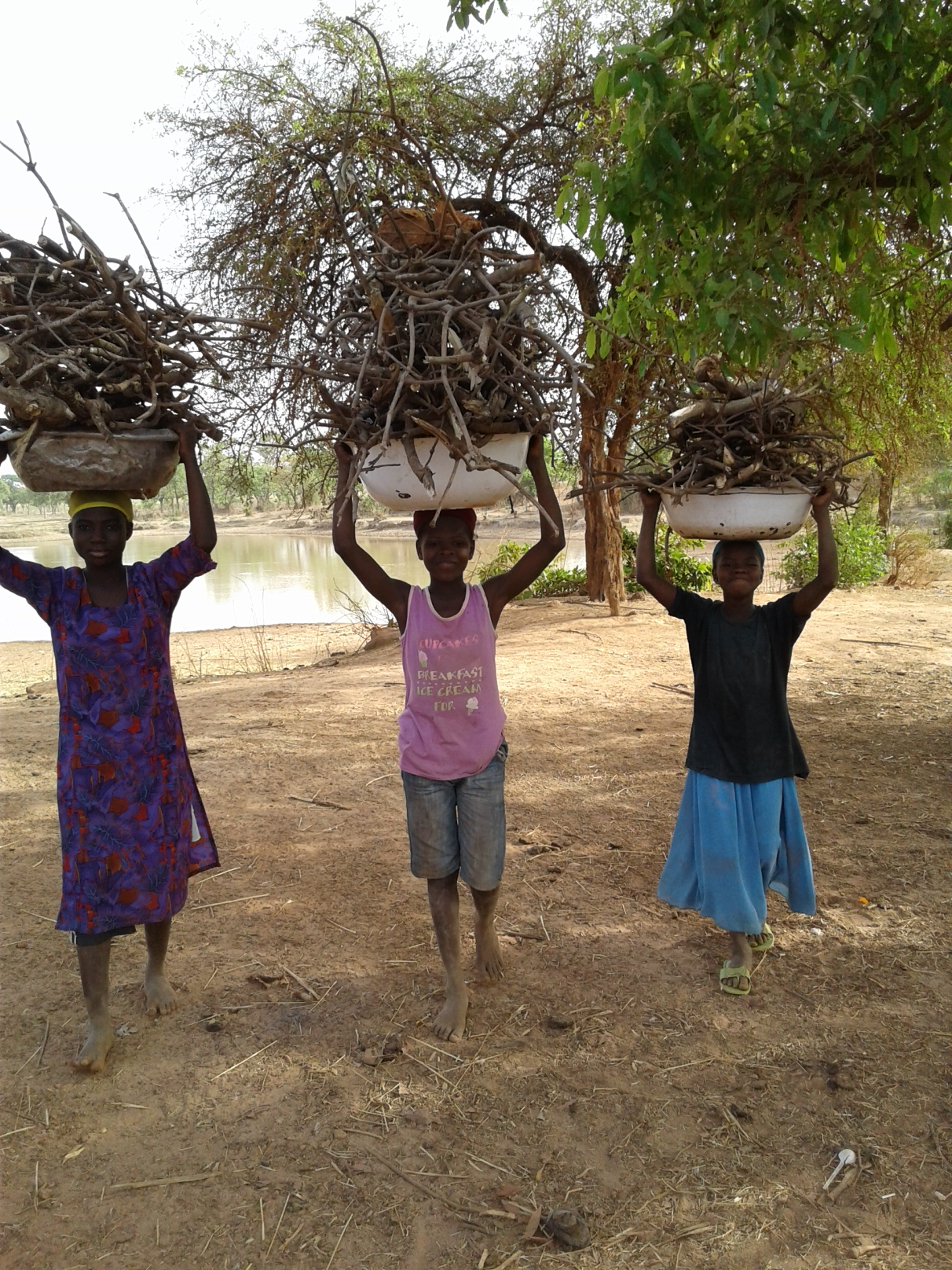
Діти збирають дрова.

## Причини